# Gianone család
A Gianone svájci származású magyarországi polgárcsalád.

## A család története
Magyarországra a svájci Ticino kantonból – Brione-ből – 3 testvér: Antonio, Pietro és őket követve Agostino: egy kéményseprő, egy kőfaragó és egy építőmester települt át 1792 és 1809 között Magyarországra. Mindhárman Baranya vármegyében, Pécsett telepedtek le. A honi Gianone-k az ő leszármazottaik. 
Gianone Pietro (Péter, 1768-1823) elsősorban a pécsi székesegyház főbejárata előtt felállított obeliszkjeivel állított emléket magának. Ezenkívül kőfaragó vállalkozóként részt vett a pécsi székesegyház XIX. századi eleji vitatott, Pollack Mihály-féle gótikus átalakításában is. Agostino (Ágoston, 1777-1830) a püspöki uradalomtól bérelt kőbányát Budafán, feltehetően többször is együtt dolgozott bátyjával.
Ágoston legidősebb fia, János (1812-1871) kőfaragó és szobrász Tolna és Baranya vármegyékben alkotott.
Ágoston legkisebb fia az ugyancsak Ágoston nemcsak Baranya vármegyében, de a tágabb Duna-Dráva háromszögben is több középületet tervezett. Ezek közül a legismertebb a pécsváradi neogót stílusú városháza 1857-ből.

## Ismert családtagok
- Gianone Ágoston építőmester
- Gianone János szobrászművész[3]
- Gianone Virgil bányamérnök[4]
- Gianone Egon pap, a bécsi Pazmaneum rektora (1971–1987)